# Державин, Александр Иванович
Алекса́ндр Ива́нович Держа́вин (1902, Челмодеевский Майдан, Пензенская губерния — 1967, Ставрополь) — советский агроном
-растениевод.

## Биография
Родился в селе Челмодеевский Майдан в 1902 году. Учился в 4-й Пензенской Трудовой школе.
В 1925 году окончил Воронежский сельскохозяйственный институт; работал участковым и районным агрономом в Кучкинском
и Городищенском сортоучастках Пензенской губернии. В 1929 году защитил дипломную работу «Культура подсолнечника в Пензенской губернии и пути ее улучшения (повышенная урожайность)».
С 1929 года — заведующий сортоучастком (Степанакерт), заведующий опытным полем; в 1933—1934 годы заведовал лабораторией многолетних культур в Селекционно-генетическом институте (Одесса).
С 1934 года жил и работал в Ставрополе — заведовал опытным пунктом многолетних культур, в 1937—1946 годы работал на селекционной станции: заведующий группой селекции многолетних культур, заместитель директора по научной части, старший научный сотрудник, директор (1937—1938, 1944—1946). Член ВКП(б) с 1943 года.
Одновременно в Ставропольском сельскохозяйственном институте с 1943 года заведовал кафедрой селекции и семеноводства, в 1956—1965 — профессор кафедры растениеводства по курсу селекции и семеноводства полевых культур.
Избирался депутатом Совета народных депутатов Ставропольского края, депутатом (от Ставропольского края) Верховного Совета РСФСР 2-го (1947—1951) и 3-го (1951—1955) созывов.
Умер в 1967 году в Ставрополе.

## Научная деятельность
Профессор (1944).
Основные направления исследований — выведение многолетних сортов пшеницы, ржи, сорго и других сельскохозяйственных культур. В 1933 году получил первый амфиплоид от скрещивания твердой пшеницы Леукур м 1364/1 с рожью S. montanum, затем — серию амфиплоидных форм при гибридизации F1 этих видов с 42-хромосомным амфиплоидом.
Автор 34 научных работ.

## Награды
- орден Трудового Красного Знамени
- медали:
  - «За оборону Кавказа»
  - «За доблестный труд в Великой Отечественной войне»
  - «В память 800-летия Москвы»
- большая золотая медаль ВСНХ
- значок «Отличник социалистического земледелия»[2].